# International ProStar
International ProStar — линейка грузовиков класса 8, которая производилась Navistar International с 2006 по 2017 год. Ознаменовав введение в International номенклатуры бренда «-Star», ProStar с обычной кабиной заменил 9400i (и более короткий 9200i). Основные конкуренты — Freightliner Cascadia и Kenworth T2000/Peterbilt 387.
Предлагавшийся как в конфигурации с дневной, так и со спальной кабиной, ProStar был сконфигурирован в первую очередь для использования на шоссе на дальние расстояния.
Первоначально собиравшийся в Чатеме, Онтарио, до 2009 года, ProStar собирался в Спрингфилде, Огайо, и Эскобедо, Мексика, пока не был снят с производства. В рамках существенного пересмотра модели компания International вновь представила ProStar как International LT в 2017 году (LT = магистральный тягач).